# キャリアガイド
キャリアガイド（career guide）は、様々なキャリアの課題に直面している人々に提供するガイダンス、ガイダンスを提供する専門家またはグループである。
これらの課題には、解雇への対応、進路探し、新たな仕事や転職、キャリア中断後の復職、新しいスキルの構築、個人的・専門的な能力開発、昇進、事業の立ち上げなどが含まれる（ただし、これらに限定されない）。キャリア・ガイドの共通の目的は、ガイドを受ける個人の状況がどのようなものであれ、通常、その個人が自分のキャリアを、そしてある程度は自分の人生を導けるようにすることである。

## キャリアガイドの専門家
キャリアガイドとして働く人は、通常、コーチング、メンタリング、アドバイス、コンサルティングを組み合わせたアプローチをとる。典型的なキャリアガイドは、クライアントを指導する際に、様々な専門的資格や職務経験を持ち合わせているが多くの人脈を持っている場合もあり、適切な場合には、特定のクライアントに、そのケースに関連する人脈を紹介することもある。キャリアガイドは、自分自身で独立して仕事をする場合もあれば、1つまたは複数の民間または公共のキャリアアドバイザリーサービス (careers advisory services) で仕事をする場合もある。
「キャリアガイド」という言葉は、1992年にタイムズ・オブ・インディア・グループのNav Bharat TimesがRakesh Mathurらの指導の下、ヒンディー語で初めて使用した。これはブランドの中のブランドであり、ヒンディー語新聞としては初めてのものであった。1996年、最大の発行部数を誇るヒンディー語新聞Dainik Bhaskarが、キャリアガイドとして有名なRakesh Mathurの指導の下、キャリアガイドを開始した。その後、2009年に設立されたキャリア・コンサルティング会社のポジション・イグニッション (Position Ignition) が、キャリア・コンサルタントやキャリア・アドバイザーにこの言葉を使用している。

## キャリアガイドの出版物
キャリアガイドを示す出版物には、PDF、小冊子、雑誌、書籍など、さまざまな形態がある。例えば『国際協力キャリアガイド』など。また組織ごとにウェブサイトなどで、高齢・障害・求職者雇用支援機構（JEED）の「JEEDキャリアガイド」や、内閣官房の「国家公務員 CAREER GUIDE」などがある。キャリアガイドの出版物は通常、いくつかの章やセグメントに分かれており、それぞれが特定のキャリア問題を取り上げている。キャリアガイドは、特定の業界や職業に焦点を当てることもでき、例えば「The fine artist's career guide: making money in the arts and beyond」や「Professional Pilot's Career Guide」などがある。

## キャリアガイドの基準
ヨーロッパでは、公共サービスとしての進路指導は、一般に、いくつかの品質保証基準を満たすことが期待されている。これらの基準によると、欧州のキャリアガイダンスは以下のようになる。
- ガイダンスのリソースとプロセスを評価するために、定期的なレビュー期間を設ける
- 透明でオープンであること
- 教育、訓練、雇用、地域社会の各部門間の相乗効果と協力を生み出す
- すべての市民が地理的な場所に関係なく平等に扱われるよう、地域と地域のサービスの一貫性を確保する
- ツール、サービス、製品の継続的改善に努める。